# Chałupki (Kielce)
Pour les articles homonymes, voir Chałupki.
Chałupki est une localité polonaise de la gmina de Morawica, située dans le powiat de Kielce en voïvodie de Sainte-Croix.